# Lusitanops macrapex
Lusitanops macrapex is een slakkensoort uit de familie van de Raphitomidae. De wetenschappelijke naam van de soort is voor het eerst geldig gepubliceerd in 1980 door Bouchet & Warén.